# Коняев, Аркадий Николаевич
Аркадий Николаевич Коняев (1919—1993) — советский военный лётчик. Участник Великой Отечественной войны. Герой Советского Союза (1944). Подполковник.

## Биография
Родился 23 января 1919 года в рабочем посёлке Надеждинск Верхотурского уезда Екатеринбургской губернии Государства Российского (ныне город Серов, административный центр Серовского городского округа Свердловской области Российской Федерации) в семье служащего. Русский. Окончил 9 классов и Надеждинский аэроклуб в 1937 году. Недолго работал в железнодорожном депо, а затем в горсовете физкультуры и спорта.
В ряды Рабоче-крестьянской Красной Армии А. Н. Коняев был призван Серовским районным военкоматом Свердловской области в 1939 году. Прошёл предварительное обучение в Пермской военной авиационной школе пилотов. В октябре 1940 года окончил Сталинградскую военную авиационную школу лётчиков. Службу младший лейтенант А. Н. Коняев начал в 56-м истребительном полку, который дислоцировался в Монгольской Народной Республике недалеко от города Баян-Тумен. Здесь его и застало начало Великой Отечественной войны. В начале 1942 года авиационная эскадрилья, в которой служил Аркадий Николаевич, была переброшена в район Читы. Лейтенант А. Н. Коняев прошёл переподготовку на истребителе Як-1. Боевую стажировку проходил на Западном фронте. 4 февраля 1942 года в составе группы из трёх Як-1 в районе Вязьмы Аркадий Николаевич сбил немецкий самолёт-разведчик Хеншель Hs 126. Затем его направили на курсы усовершенствования офицерского состава (КУОС), которые он окончил летом 1943 года. В июле 1943 года Аркадий Николаевич получил направление на Воронежский фронт и был назначен заместителем командира авиационной эскадрильи и штурманом эскадрильи 32-го истребительного авиационного полка 256-й истребительной авиационной дивизии 5-го истребительного авиационного корпуса 2-й воздушной армии.
В боях с немецко-фашистскими захватчиками лейтенант А. Н. Коняев с 25 июля 1943 года. Боевое крещение принял на Курской дуге. Свою первую личную победу Аркадий Николаевич одержал во время Белгородско-Харьковской операции, сбив в районе села Ковяги Харьковской области вражеский истребитель Ме-109. Уже в первых боях лейтенант Коняев продемонстрировал отличную технику пилотирования, высокое воинское мастерство и организаторские способности. В период с 3 по 29 августа 1943 года звено лейтенанта А. Н. Коняева произвело 142 боевых самолётовылета, провело 18 воздушных боёв, в которых было сбито 7 самолётов противника. Лично лейтенант Коняев за этот период совершил на истребителе Як-7Б 49 боевых вылетов и в 13 воздушных боях увеличил свой лицевой счёт до 3 уничтоженных истребителей противника. Особенно примечательным получился воздушный бой 20 августа 1943 года. Враг, стремясь остановить продвижение советских войск, подтянул крупные танковые резервы и нанёс мощные контрудары в районе Богодухова и Ахтырки. Для отражения танковых ударов немцев командование 2-й воздушной армии бросило в бой всю имевшуюся в её распоряжении штурмовую авиацию. На ахтырском направлении действия штурмовиков прикрывали истребители 256-й истребительной авиационной дивизии. Четвёрка Яков под командованием лейтенанта Коняева вылетела на сопровождение девяти штурмовиков Ил-2. На подлёте к Ахтырке группа советских самолётов была атакована превосходящими силами противника в количестве 8-ми Ме-109 и 12-ти ФВ-190. В ожесточённой схватке Аркадий Николаевич связал боем восемь вражеских истребителей и за счёт умелого маневрирования и точной стрельбы одержал победу, сбив два «Мессершмитта». Ещё два «Фокке-Вульфа» были сбиты лётчиками его группы. После выполнения боевого задания советские штурмовики и истребители сопровождения вернулись на свои аэродромы без потерь. В корпусе самолёта Коняева механики насчитали тридцать две пробоины.
В сентябре — ноябре 1943 года Аркадий Николаевич активно участвовал в Битве за Днепр, осуществляя боевые вылеты на сопровождение своих штурмовиков и бомбардировщиков, прикрытие наземных войск, охрану переправ через Днепр, совершив к середине ноября 1943 года 49 боевых вылетов. Участвовал в освобождении столицы Украины города Киева. К декабрю 1943 года А. Н. Коняев был произведён в старшие лейтенанты и в скором времени был назначен на должность командира эскадрильи. Во время освобождения Правобережной Украины 32-й истребительный авиационный полк действовал в интересах 1-го Украинского фронта на житомирском и проскуровском направлениях. Зима 1944 года для Аркадия Николаевича выдалась наиболее щедрой на победы. В этот период он записал на свой счёт семь сбитых вражеских самолётов. Особенно памятными для него были два боя: штурмовка немецкого аэродрома под Винницей и бой в небе над селом Счастливая. В начале января 1943 года воздушная разведка обнаружила большое скопление немецких бомбардировщиков на аэродроме Винницы, с которого противник активно наносил бомбовые удары по наступающим частям Красной Армии. 8 января 1944 года на его штурмовку с аэродрома Скоморохи под Житомиром взлетела группа из 18-ти Ил-2 под командованием капитана П. К. Кизюна и 8 истребителей прикрытия, которые вёл в бой старший лейтенант А. Н. Коняев. Советские самолёты уже были на подлёте к цели, когда на горизонте показалось 14 «Юнкерсов» и 2 «Мессершмитта». Оставив четвёрку Яков для прикрытия штурмовиков, Аркадий Николаевич повёл вторую четвёрку на перехват вражеских самолётов. Сходу врезавшись в строй вражеских «Юнкерсов», старший лейтенант Коняев сбил его ведущего. Через несколько минут на землю рухнул ещё один сбитый Ю-88. Остальные самолёты противника поспешно покинули поле боя. Всего в результате атаки на аэродром Винницы противник потерял на земле и в воздухе 3 Ю-88, 3 Ю-87 и 1 Ю-52. Бой над селом Счастливая произошёл 14 января 1944 года. Четвёрка Як-7Б под командованием Коняева, прикрывая группу штурмовиков, смело вступила в бой с 16-ю вражескими истребителями ФВ-190. В ожесточённой воздушной схватке противник потерял два истребителя, один из которых сбил старший лейтенант Коняев, и несмотря на значительный численный перевес, поспешно ретировался. Всего к 12 марта 1944 года Аркадий Николаевич совершил 150 боевых вылетов, в том числе на сопровождение штурмовиков и бомбардировщиков — 116, на прикрытие наземных войск и объектов военной инфраструктуры — 34. В 49 воздушных боях он сбил 15 самолётов противника. 24 апреля 1944 года командир полка подполковник А. С. Петрунин представил старшего лейтенанта А. Н. Коняева к званию Героя Советского Союза. Указ Президиума Верховного Совета СССР был подписан 26 октября 1944 года.
В дальнейшем Аркадий Николаевич участвовал в освобождении Западной Украины и Польши, сражался в небе Германии. В составе своего подразделения участвовал в боях за города Шепетовка, Староконстантинов, Скалат, Тарнополь, Львов, Краков и Ратибор. В период с 15 марта 1944 года по 20 февраля 1945 года он произвёл 67 боевых вылетов, в том числе в 14 — в неблагоприятных погодных условиях. В 14 проведённых воздушных боях он сбил два самолёта противника (ФВ-190 и Ю-87). Успешно действовала и эскадрилья капитана Коняева, лётчики которой в 58 проведённых воздушных боях уничтожили 23 вражеских самолёта. За умелое руководство эскадрильей Аркадий Николаевич был награждён орденом Александра Невского. На заключительном этапе войны А. Н. Коняев участвовал в Берлинской и Пражской операциях, штурмовал Берлин, Бреслау и Дрезден. До конца войны он записал на свой счёт ещё один вражеский истребитель Ме-109. 24 июня 1945 года Аркадий Николаевич в составе сводной колонны 1-го Украинского фронта участвовал в Параде Победы на Красной площади в Москве.
После окончания Великой Отечественной война А. Н. Коняев продолжал службу в военно-воздушных силах СССР до 1946 года. В запас он уволился в звании подполковника. Жил в городе Винница Украинской ССР. В мае 1952 года получил серьёзную травму позвоночника и стал инвалидом. Но физические страдания не сломили боевой дух лётчика. Он всегда был занят делом: вёл переписку с ветеранами и школьниками, занимался патриотическим воспитанием молодёжи.
Умер 30 ноября 1993 года. Похоронен на Центральном кладбище города Винницы.

## Награды и звания
- Медаль «Золотая Звезда» (26.10.1944);
- орден Ленина (26.10.1944);
- орден Красного Знамени — дважды (22.10.1943; 23.02.1944);
- орден Александра Невского (05.04.1945);
- орден Отечественной войны 1-й степени (06.04.1985);
- медали.
- Почётный гражданин города Серова (1985).

## Список известных личных побед А. Н. Коняева
| №  | Дата       | Тип самолёта             | Место боя               |
| -- | ---------- | ------------------------ | ----------------------- |
| 1  | 16.08.1943 | Messerschmitt Bf.109     | Ковяги                  |
| 2  | 20.08.1943 | Messerschmitt Bf.109     | Манчичи                 |
| 3  | 20.08.1943 | Messerschmitt Bf.109     | Манчичи                 |
| 4  | 06.11.1943 | Messerschmitt Bf.109     | Тарасовка               |
| 5  | 08.01.1944 | Junkers Ju 88            | Винница                 |
| 6  | 08.01.1944 | Junkers Ju 88            | Винница                 |
| 7  | 09.01.1944 | Messerschmitt Bf.109     | Калиновка               |
| 8  | 14.01.1945 | Focke-Wulf Fw 190 Wurger | Счастливая              |
| 9  | 16.01.1944 | Focke-Wulf Fw 190 Wurger | Провановка              |
| 10 | 28.01.1944 | Messerschmitt Bf.109     | Журбинцы                |
| 11 | 11.02.1944 | Junkers Ju 87            | Тарасовка               |
| 12 | 08.03.1944 | Junkers Ju 52            | Григоровка              |
| 13 | 08.03.1944 | Focke-Wulf Fw 190 Wurger | северо-западнее Кузьмин |
| 14 | 24.07.1944 | Focke-Wulf Fw 190 Wurger | Жидачов                 |
| 15 | 07.02.1945 | Junkers Ju 87            | Борау                   |
| 16 | 21.03.1945 | Messerschmitt Bf.109     | Каттц                   |

## Память
- В честь Героя Советского Союза А. Н. Коняева в городе Серове Свердловской области установлено три мемориальные доски.

## Оценки и мнения
Отличный лётчик, бесстрашный воздушный боец, готовый в любую минуту <прийти> на выручку товарища в бою. Мужество, помноженное на стойкость, героизм и отличное знание своего дела, а также неукротимая ненависть к врагу принесли славному лётчику-истребителю немало блестящих воздушных побед... В воздушных боях для него нет преград. Несмотря на любое превосходство противника он вступал в бой и всегда выходил победителем— Командир полка подполковник Андрей Степанович Петрунин. ЦАМО, ф. 33, оп. 686043, д. 23

## Документы
- Общедоступный электронный банк документов «Подвиг Народа в Великой Отечественной войне 1941—1945 гг.» Архивировано 13 марта 2012 года. № в базе данных 46245954 Герой Советского Союза. Архивировано 27 мая 2013 года., 20161713 Орден Красного Знамени (1943). Архивировано 27 мая 2013 года., 21171474 Орден Красного Знамени (1944). Архивировано 27 мая 2013 года., 39464958 Орден Александра Невского. Архивировано 27 мая 2013 года., 1523959987 Орден Отечественной войны 1-й степени. Архивировано 27 мая 2013 года.